# 臺中市太平區新平國民小學
24°09′17.2″N 120°43′11.3″E / 24.154778°N 120.719806°E
臺中市太平區新平國民小學，簡稱新平國小、spes ，是中華民國臺中市太平區的一所市立國民小學，為太平人數最多的國小。

## 校史
- 1996年3月26日，臺中縣政府接管太平鄉三汴段569地號。
- 1996年4月15日，臺中縣政府委託宜欣國小成立設校規劃委員會，規劃設校事宜。
- 1996年4月23日，「太平鄉新坪村新校命名及學區調整協調會議」決議，正式命名為「新平國民小學」。
- 1996年年6月10日，宜欣國小委託粘怡鈞建築師事務所進行校園整體規劃。
- 1996年8月1日，和平鄉福民國小許瑞芳校長調任，擔任創校籌備工作。
- 1996年11月16日，校徽設計定稿，設計者為賴達賢先生。
- 1997年7月7日，臺中縣長廖了以主持本校校舍興建工程動土典禮。
- 1998年8月30日，正式招生。
- 1998年10月13日，運動場與綜合球場3座完成。
- 1998年9月28日，遊戲器材完成。
- 1999年年9月1日，本校PU跑道工程完成。
- 1999年9月21日，凌晨發生芮氏規模7.4集集大地震，校舍本體受損輕微（連接一、二校舍之伸縮縫及部分排水溝受損），成為地方避難收容中心。
- 2000年年5月3日，臺中縣長廖永來主持本校校舍興建工程落成典禮。
- 2007年10月30日，北校門修建工程完成

## 歷任校長
1. 許瑞芳：1996年8月－2001年7月
2. 王素珠：2001年8月－2006年7月
3. 楊東閔：2006年8月－2010年7月
4. 張耀明：2010年8月－2014年1月
  - 張榮林：2014年2月－2014年7月（主任代理）
5. 洪梓祥：2014年8月－2017年1月
  - 柯銓華：2017年2月－2017年7月（主任代理）
6. 張惠玲：2017年8月－2023年7月
7. 李秀櫻：2023年8月－現任

## 交通
台中市公車
- 統聯客運：241
- 台中客運：243

## 學區
- 新坪里
- 新吉里
- 新城

## 外部連結
- 臺中市太平區新平國民小學 （页面存档备份，存于）

1. ↑  新平国小校长室. Google Sites